# Valfleury
Valfleury ist eine französische Gemeinde mit 710 Einwohnern (Stand: 1. Januar 2022) im Département Loire in der Region Auvergne-Rhône-Alpes. Sie gehört zum Arrondissement Saint-Étienne und zum Kanton Sorbiers. Die Einwohner werden Cellieutaires genannt.

## Geographie
Valfleury liegt etwa 14 Kilometer nordöstlich von Saint-Étienne. Umgeben wird Valfleury von den Nachbargemeinden Saint-Romain-en-Jarez im Norden und Nordosten, Chagnon im Osten und Südosten, Cellieu im Süden und Südosten sowie Saint-Christo-en-Jarez im Westen.

## Bevölkerungsentwicklung
| Jahr                       | 1962 | 1968 | 1975 | 1982 | 1990 | 1999 | 2006 | 2017 |
| -------------------------- | ---- | ---- | ---- | ---- | ---- | ---- | ---- | ---- |
| Einwohner                  | 373  | 367  | 370  | 437  | 486  | 516  | 584  | 708  |
| Quellen: Cassini und INSEE |      |      |      |      |      |      |      |      |

## Sehenswürdigkeiten
- Kirche Notre-Dame
- Schloss Lachal
- Türme (u. a. Uhrenturm)

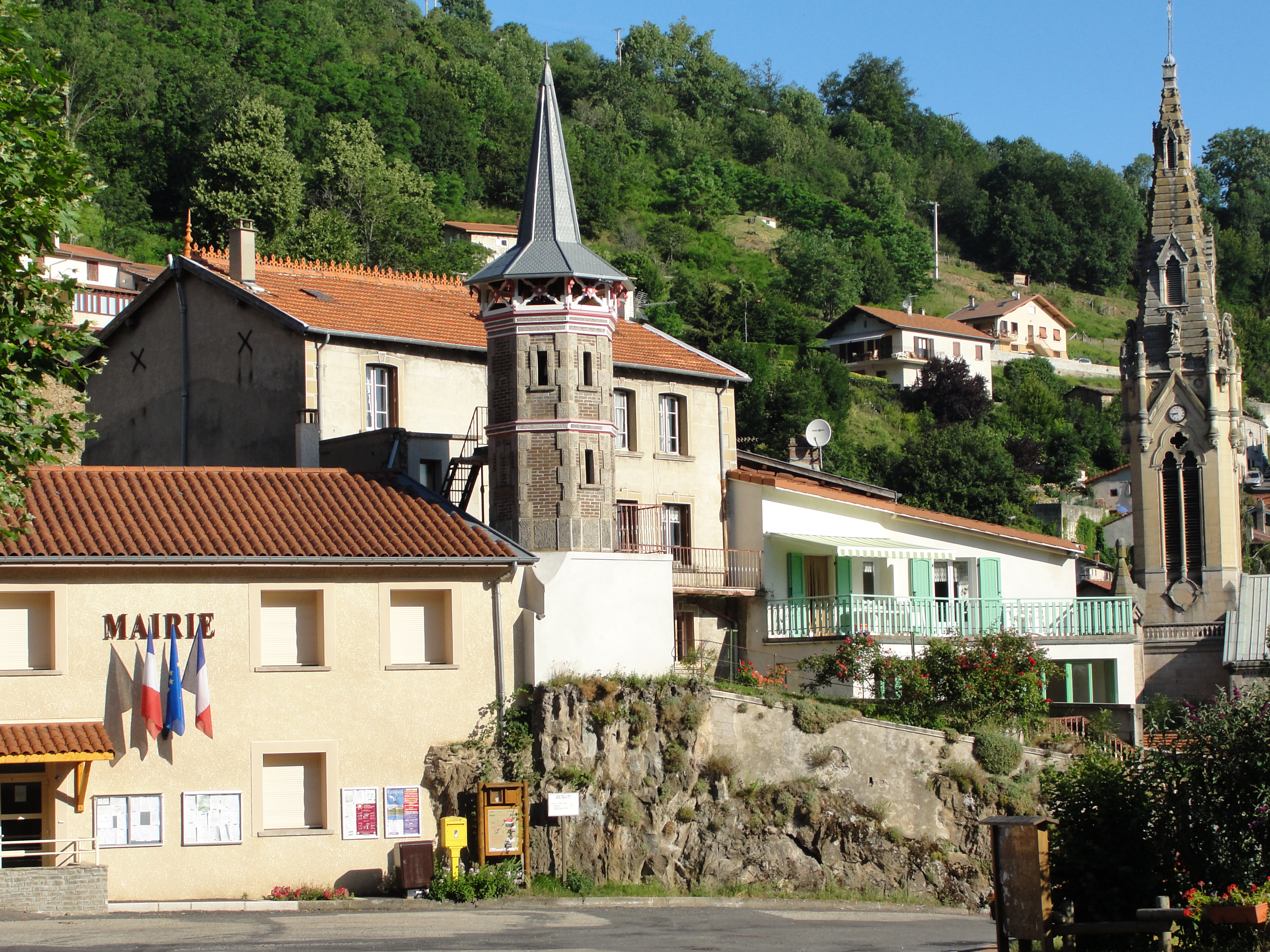
Rathaus (mairie)
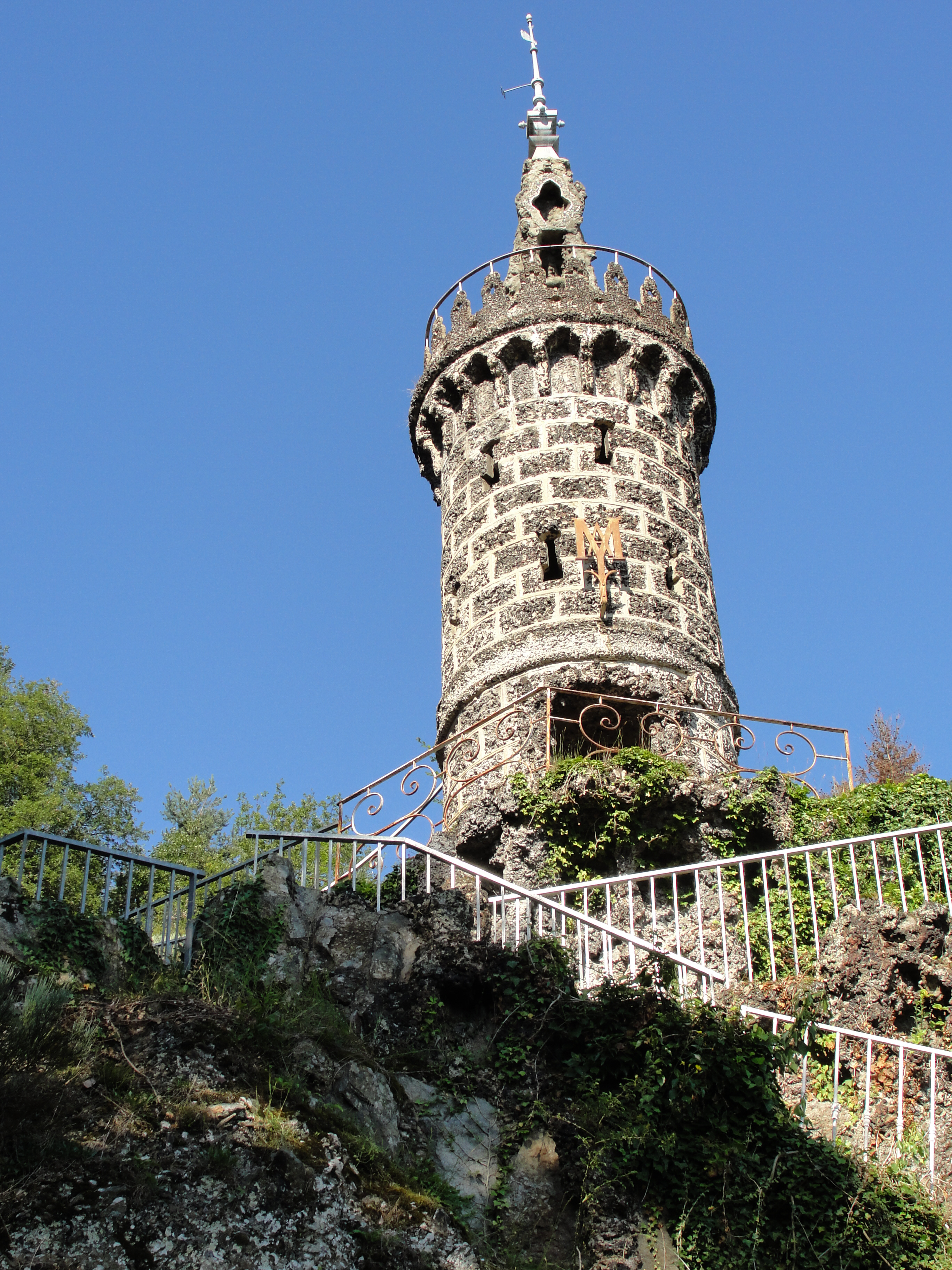
Turm